# مقهى

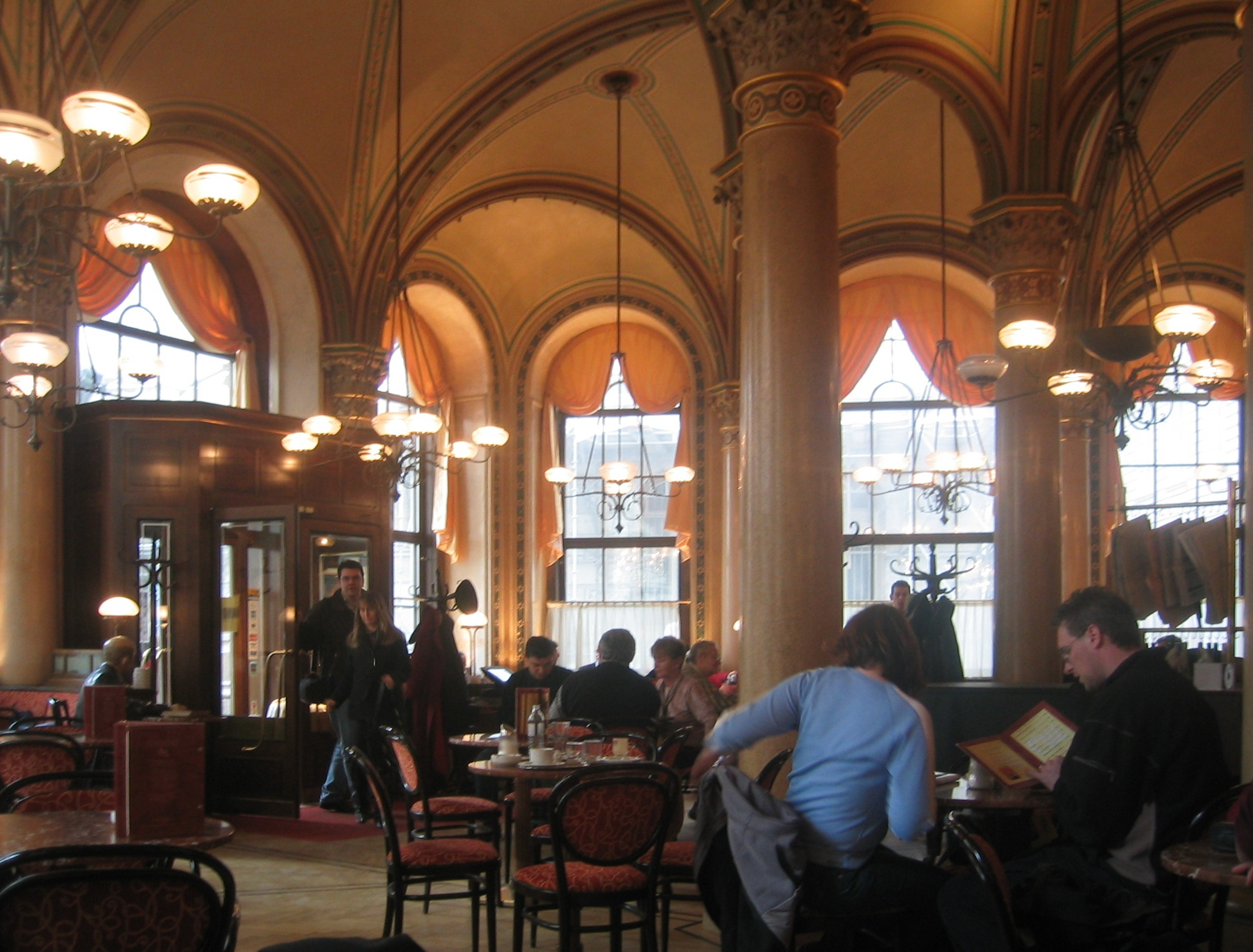
مقهى في العاصمة النمساوية فيينا

المَقْهَى أو الكوفي شوب أو الكافيه هو مكان عام يجلس الناس فيه لشرب القهوة أو الشاي أو تدخين النارجلية أو الشيشة وشرب العصائر والمشروبات الغازية أو تناول الحلويات، ويعتبر بمثابة مجلس للشباب فيتجمعون ويتبادلون الأحاديث، وحديثا صار الشباب يتجمعون في المقاهي لمشاهدة المباريات الرياضية على القنوات الفضائية المشفرة.

## التاريخ
كانت المقاهي فيما سبق هي أحد وسائل التواصل الاجتماعي بين الناس للتعرف على أحوال البلاد وتخصصت بعض المقاهي حسب موقعها بأنها مقاه أدبية يجلس فيها الأدباء للتشاور والنقاش، وكان القهوجي والحكواتي والنادل مهنيون يرتبطون مع غيرهم بهذا المكان، وارتبطت القهوة أيضا بالنقاش وبلعب المنقلة.

## الواقع
نشأت شركات متعددة الجنسيات أمريكية الأصل تتخصص في تقديم القهوة بأنواعها، مثل ستاربكس وكوستا كوفي ولافازا وكاريبو كوفي وكافيه نيرو.

## معرض الصور

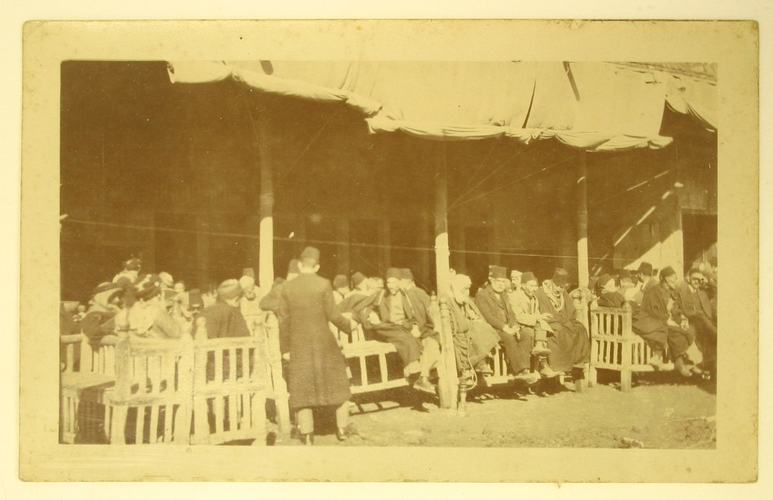
مقهى في العراق عام 1916-1919
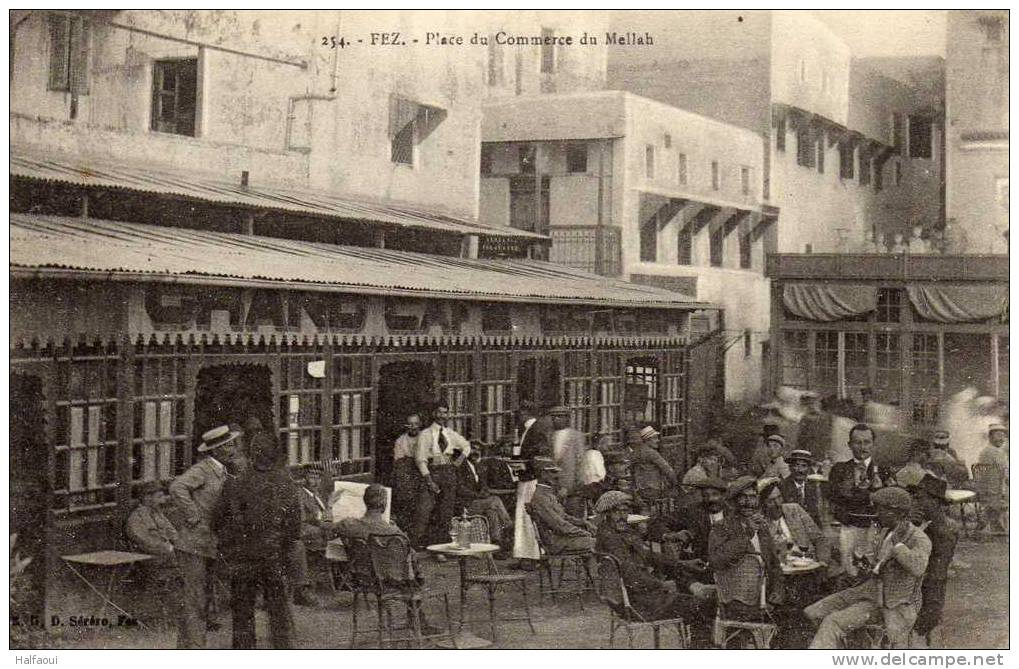
مقهى في فاس
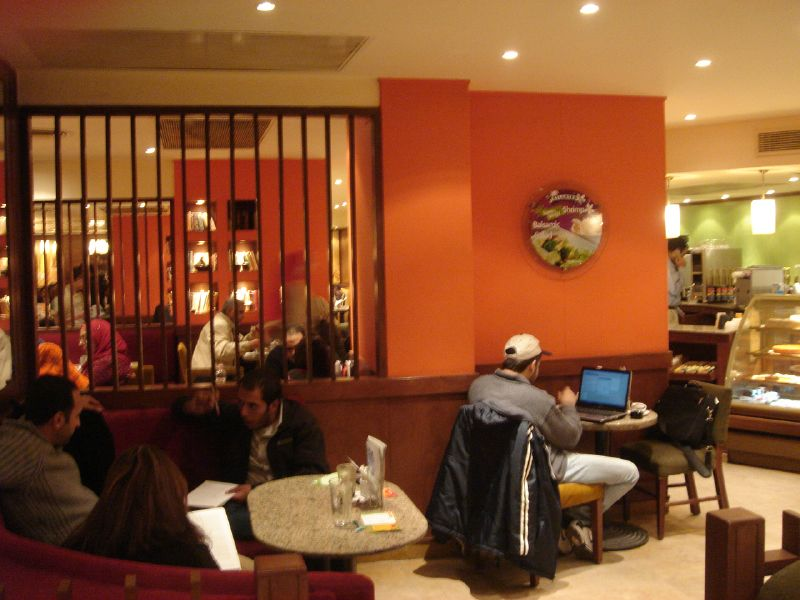
مقهى (كافيه سيلانترو) في حي المهندسين بالقاهرة
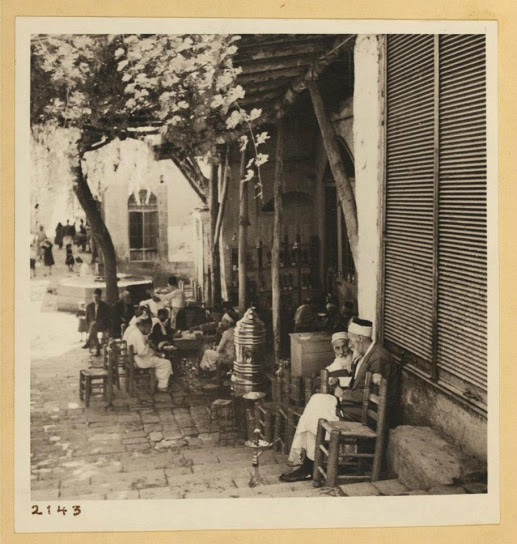
في سوريا مقهى النوفرة يعود تاريخه لأكثر من 500 عام
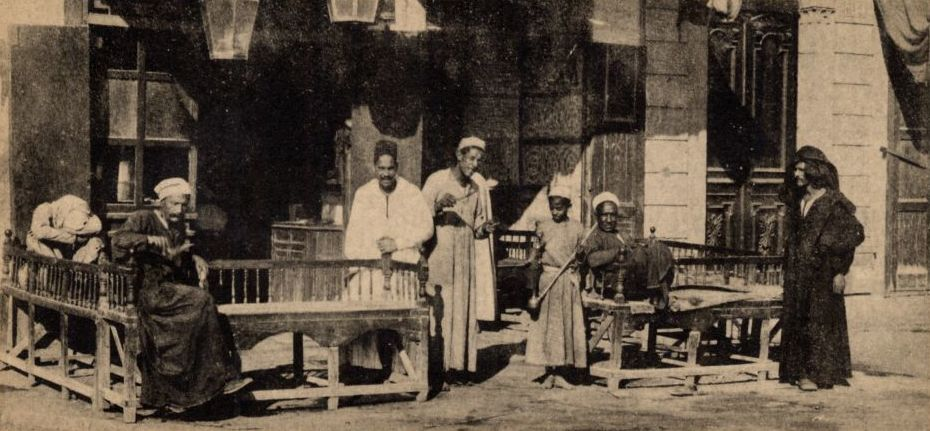
مقهى في مصر
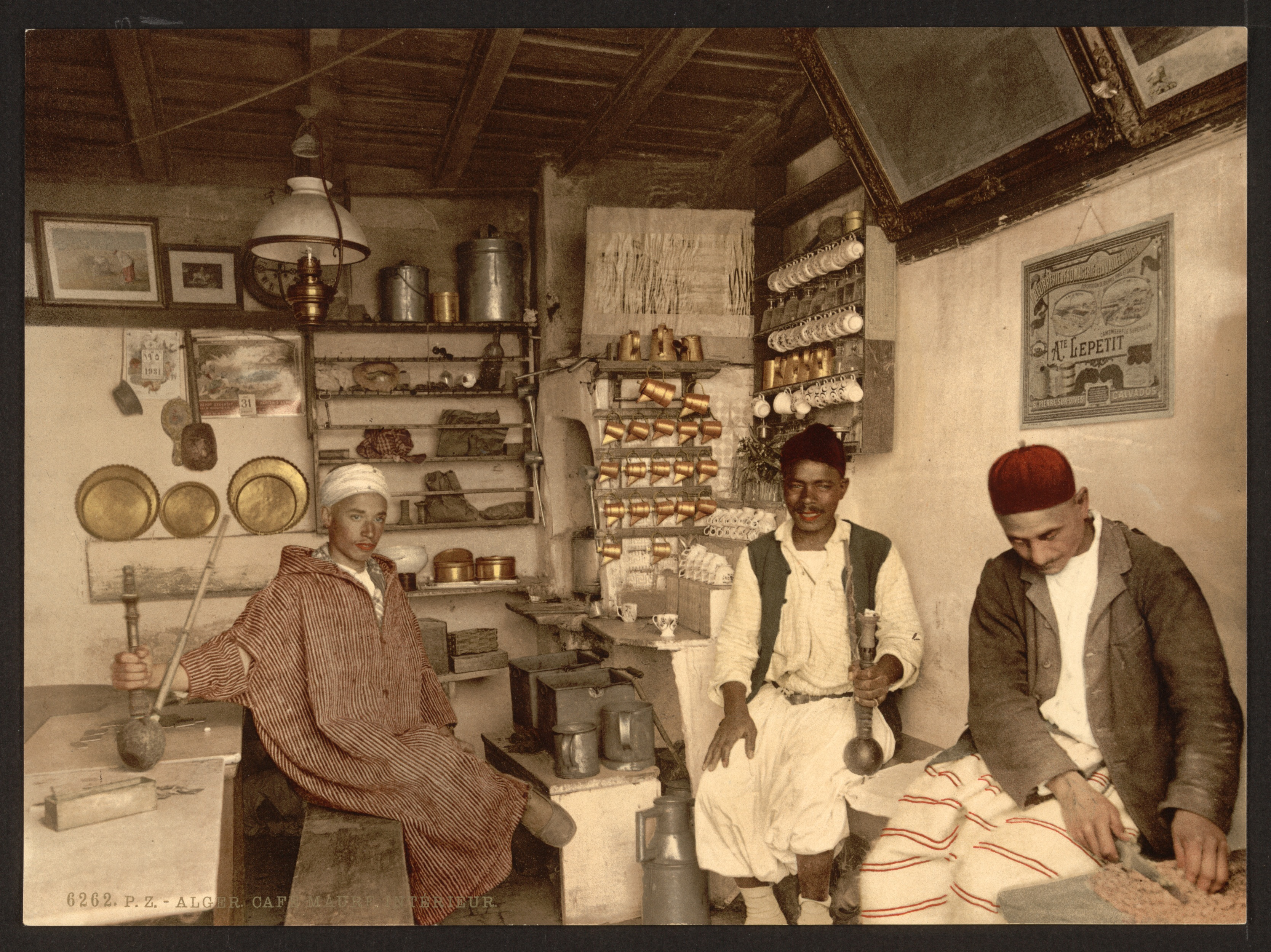
مقهى في الجزائر
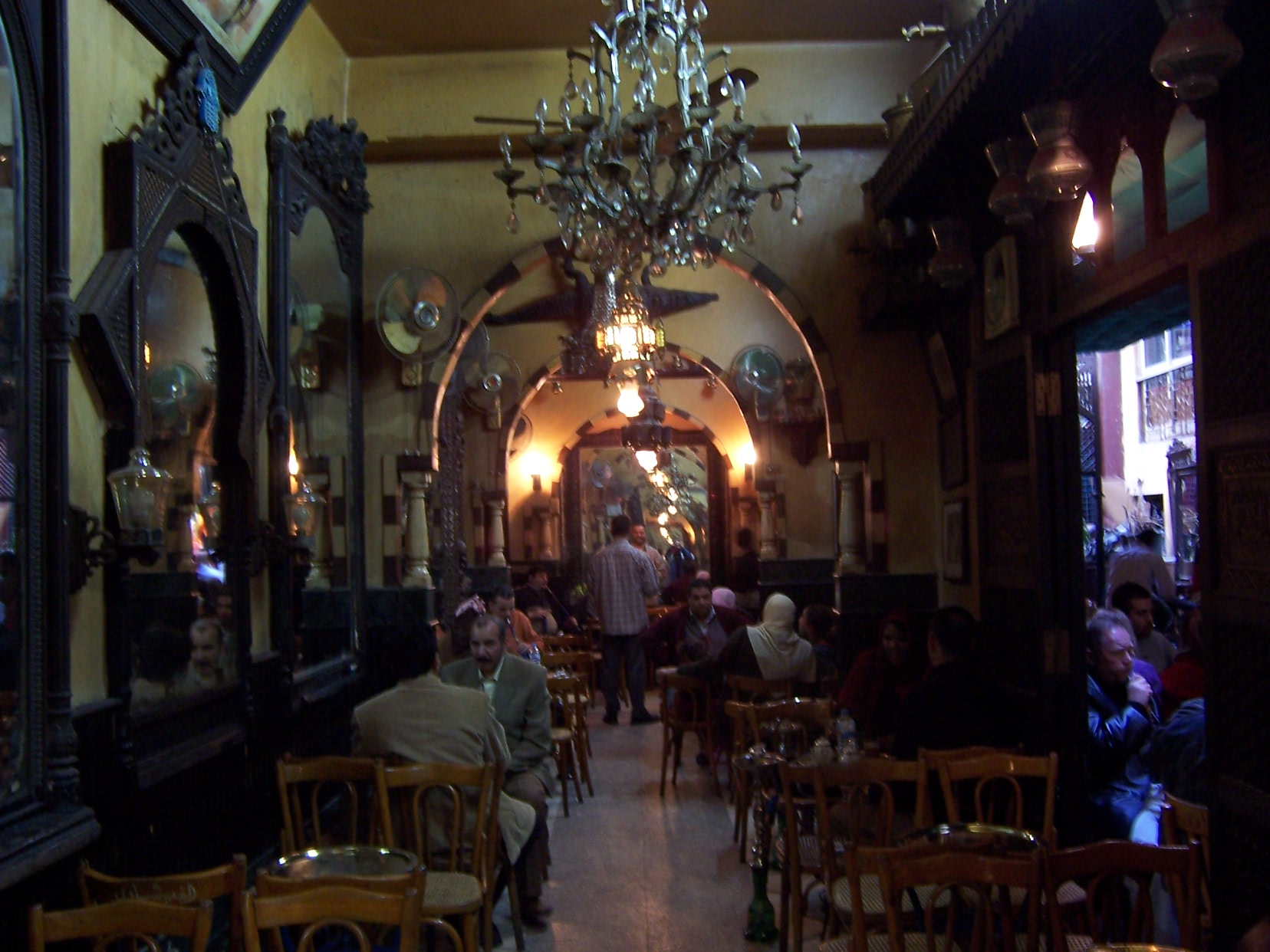
مقهى الفيشاوي في القاهرة